# Wolfgang Dedic
Wolfgang „Kröller“ Dedic (* 17. Dezember 1963 in Kleve) ist ein ehemaliger deutscher Fußballspieler.

## Karriere
Der Spross einer jugoslawisch-deutschen Familie begann in der E-Jugend des VfB Kleve mit dem Fußballspielen. Ex-MSV-Spieler Horst Gecks vermittelte den talentierten Jugendspieler an die Duisburger Nachwuchsabteilung. In der Saison 1981/82 kam der 18-Jährige zu zwei Kurzeinsätzen für den MSV Duisburg in der Bundesliga. Am 6. März 1982 wurde Dedic von Trainer Kuno Klötzer zum Auswärtsspiel bei Eintracht Frankfurt nachnominiert, wo er in der 71. Minute für Roland Wohlfarth eingewechselt wurde. Zwei Monate später spielte er noch mal im Wedaustadion gegen SV Darmstadt 98. Die Zebras stiegen am Saisonende ab und Dedic bekam keinen Anschlussvertrag. Er wechselte zurück in die Bezirksliga zum VfB Kleve und ein Jahr später in die Oberliga Nordrhein zum 1. FC Bocholt. Nach einer Spielzeit kehrte Dedic erneut zum VfB Kleve zurück und spielte gegen Ende seiner Karriere noch für den Lokalrivalen SC Kleve 63 sowie Eintracht Emmerich.
Dedic arbeitet seit über 25 Jahren als Fahrer und Lagerist bei einem Werbemittel-Logistiker.